# Saarländischer Rundfunk
La Saarländischer Rundfunk (SR) è l'emittente radiotelevisiva pubblica locale del Land tedesco della Saarland, ed è affiliata ad ARD. La sede principale è situata a Saarbrücken, sul monte Halberg.